# Джуве
Джуве (балка Джуве) — река в России, протекает по Яшалтинскому району Республике Калмыкия и Сальскому району Ростовской области. Устье реки находится в 5,2 км по левому берегу реки Хагин-Сала. Длина реки составляет 26 км, площадь водосборного бассейна 166 км².

## Данные водного реестра
По данным государственного водного реестра России относится к Донскому бассейновому округу, водохозяйственный участок реки — Маныч от истока до Пролетарского гидроузла, без рек Калаус и Егорлык, речной подбассейн реки — бассейн притоков Дона ниже впадения Северского Донца. Речной бассейн реки — Дон (российская часть бассейна).
Код объекта в государственном водном реестре — 05010500712107000016538.